# Зубівка (Охтирський район)
Зубі́вка —  село в Україні, у Тростянецькій міській громаді Охтирського району Сумської області. Населення становить 24 осіб. Колишній орган місцевого самоврядування — Буймерська сільська рада.

## Географія
Село Зубівка знаходиться на відстані до 1,5 км від сіл Буймер, Тучне і селища Виноградне. Поруч проходить автомобільна дорога Т 1913. Через село протікая Яр Зубівський - права притока річки Буймир.